# Zapalenie języka
Zapalenie języka (łac. glossitis) – schorzenie języka przebiegające jako ostre lub przewlekłe, mogące być pierwotnym schorzeniem języka lub objawem chorób ogólnoustrojowych.

## Objawy

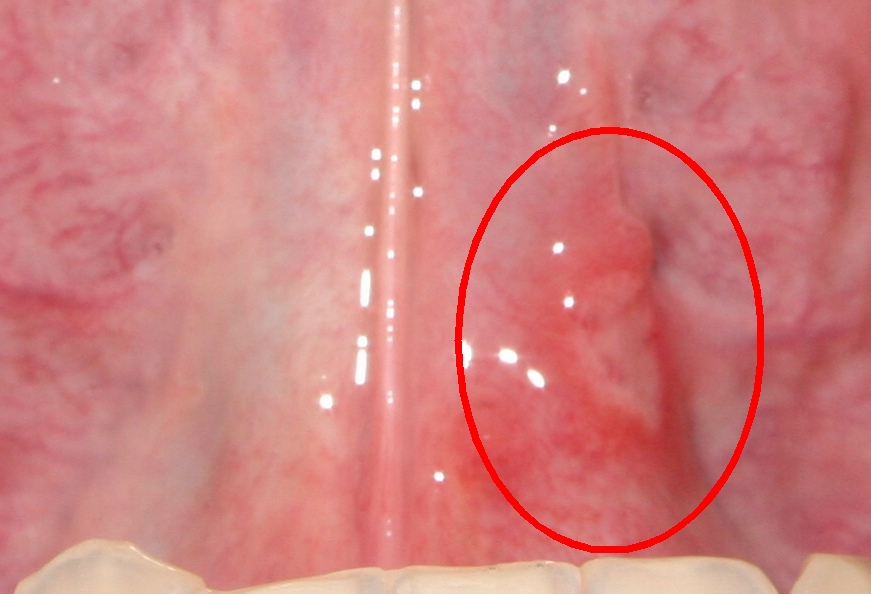
Afta na dolnej powierzchni języka

- zaczerwienienie koniuszka lub brzegów języka lub całego języka
- ból o zmiennym nasileniu, od bólu pojawiającego się przy ruchach języka (mówienie, połykanie) poprzez stałe uczucie pieczenia, do silnego zlokalizowanego bólu mogącego powodować dysfagię.
- owrzodzenia w przypadku opryszczki, zakażeń paciorkowcami, pęcherzycy języka
- białe plamki (grzybica, leukoplakia, kiła, liszaj płaski)
- język geograficzny
- język włochaty
- powiększenie rozmiarów języka

## Czynniki ryzyka
- niski poziom socjalny i ekonomiczny
- złe odżywianie
- niska higiena osobista
- protezy zębowe
- palenie tytoniu
- alkoholizm
- depresja i stany lękowe
- podeszły wiek
- osłabienie odporności
- antybiotykoterapia
- próchnica zębów

## Przyczyny

### Pierwotne schorzenia języka
- zakażenia wirusowe, bakteryjne, grzybicze
- urazy (źle dopasowane protezy, oparzenie, ugryzienie się w język na przykład wskutek napadu padaczki)

- czynniki drażniące - alkohol, dym tytoniowy, żucie tytoniu, gorące posiłki i inne
- alergia

### Zapalenie języka w przebiegu chorób ogólnoustrojowych
- awitaminoza zwłaszcza w zakresie witamin z grupy B, pelagra
- niedokrwistość złośliwa i z niedoboru żelaza
- kiła
- AIDS
- w przebiegu chorób skóry, które mogą także obejmować błony śluzowe (rumień wielopostaciowy, pęcherzyca, liszaj płaski)
- cukrzyca

## Diagnostyka
Z uwagi, że może być objawem chorób ogólnoustrojowych, wystąpienie objawów choroby przy nieobecności czynników ryzyka, powinno przeprowadzić się uzupełniającą diagnostykę wykluczającą choroby mogące powodować zapalenie języka.
- morfologia krwi (wykluczenie anemii)
- testy w kierunku kiły
- badanie biochemiczne oceniające czynność narządów wewnętrznych
- poziom glikemii
- testy w kierunku niedoboru witaminy B12

W przypadku diagnostyki przyczyn pierwotnych – pomocne może być wykonanie wymazów i posiewów z powierzchni języka.

## Leczenie
Obowiązuje leczenie przyczynowe, czyli przede wszystkim wykluczenie przyczyn wtórnych, lub w przypadku ich wystąpienia – leczenie choroby podstawowej, co zwykle powoduje wycofanie się objawów zapalnych języka. W przypadku zmian bakteryjnych stosuje się antybiotyki, grzybiczych - leki przeciwgrzybicze, w przypadku niedokrwistości – leczy się przede wszystkim niedokrwistość.
Ogólne postępowanie obejmuje:
- unikanie środków drażniących
- miejscowa terapia:
  - nystatyną
  - płukanie jamy ustnej roztworem wodorowęglanu sodu (1/2 łyżeczki w 250 ml ciepłej wody)
- miejscowe stosowanie lignokainy

Przeczytaj ostrzeżenie dotyczące informacji medycznych i pokrewnych zamieszczonych w Wikipedii.